# Tú, yo y todos los demás
Tú, yo y todos los demás ( Me and you and everyone we know ) es una película  de  Estados Unidos dirigida y protagonizada por Miranda July en 2005.
La polifacética Miranda July cobra un relevante papel en "Tú, yo y todos los demás" al ser a la vez directora, guionista y actriz protagonista. John Hawkes y Carlie Westerman, Miles Thompson y Brandon Ratcliff se ponen a sus órdenes, en este film que ha sido galardonado con la Cámara de Oro en la última edición del Festival de Cannes y con el Premio Especial del Jurado por su originalidad en el Festival de Cine de Sundance. El compositor Mike Andrews pone música a la película, tal como hizo en "Shrek 2".

## Sinopsis
Christine Jesperson trabaja como taxista para personas mayores, aunque su verdadera pasión es el arte, a través del cual expresa sus fantasías y sus deseos más ocultos. Richard Swersey tiene dos hijos y trabaja como dependiente de una zapatería. Se separó de su mujer hace poco, pero cuando conoce a Christine sabe que ha vuelto a enamorarse. A pesar de su interés por Christine, Richard debe concentrarse en sus hijos, ya que el mayor, Peter de catorce años, es el ratón de laboratorio de unas vecinas que le utilizan como preparación para futuros romances, mientras que el pequeño, Robby de siete años, mantiene una peligrosa relación por Internet.

## Reparto
- John Hawkes (Richard Swersey)
- Miranda July (Christine)
- Miles Thompson (Peter)
- Brandon Ratcliff (Robby)
- Carlie Westerman (Sylvie)
- Natasha Slayton (Heather)
- Najarra Townsend (Rebecca)
- Hector Elias (Michael)
- Tracy Wright (Nancy)
- Jo Nelle Kennedy (Pam).